# ZALA 421-16
ZALA 421-16, Z-16 — беспилотный самолёт марки ZALA. Производится ижевской компанией ZALA AERO GROUP. По утверждению производителя, предназначен для дистанционного мониторинга, наблюдения в широком диапазоне метеоусловий подстилающей поверхности, в том числе сложного рельефа местности и водной поверхности. Самолёт пригоден для поиска объектов на значительном удалении с точным определением их географических координат. Эффективен в проведении масштабной аэрофотосъёмки протяжённых объектов (например, нефтегазотрубопроводов. Начало таким работам было положено в 2010 году с ОАО «Газпром»), лесных массивов, водных ресурсов, автомобильных и железных дорог и т. д. Позволяет службам МВД и МЧС решать разведывательные задачи, вести борьбу с браконьерством и иными правонарушениями, обеспечивает информационную поддержку наземным отрядам в условиях ЧС.

## Конструкция
ZALA 421-16 построен по аэродинамической схеме «летающее крыло». При создании аппарата использовались технологии обеспечения малой заметности. Запуск БПЛА осуществляется с помощью пневматической катапульты, посадка — на парашюте с автоматически наполняемой амортизационной подушкой. Работает аппарат на двигателе внутреннего сгорания, в зависимости от типа двигателя время полёта самолёта может составлять 4 часа и 8 часов (при двухтактном и четырёхтактном двигателе соответственно).

## Тактико-технические характеристики
- Радиус действия видео/радиоканала 50 км / 70 км
- Продолжительность полета 4 или 8 ч
- Размах крыла БЛА 1680 мм
- Максимальная высота полета 3000 м
- Взлёт Пневматическая катапульта
- Посадка Парашют
- Тип двигателя ДВС тянущий
- Скорость 130—200 км/ч
- Максимальная взлётная масса 16 кг
- Навигация ИНС с коррекцией GPS/ГЛОНАСС, радиодальномер
- Диапазон рабочих температур −30 °C…+40 °C